# Китай на зимових Олімпійських іграх 2002
Китай на зимових Олімпійських іграх 2002 у Солт-Лейк-Сіті представляли 66 спортсменів у 7 видах спорту. Прапороносцем на церемонії відкриття Олімпіади стала фігуристка Чжан Мінь.
Китайська Народна Республіка усьоме взяла участь в зимовій Олімпіаді. Китайські спортсмени здобули 8 медалей: дві золоті, дві срібні та чотири бронзових. У неофіційному медальному заліку китайська команда зайняла 13-е місце.

## Медалісти
| Медалі | Спортсмени                                   | Вид спорту      | Дисципліна                 |
| ------ | -------------------------------------------- | --------------- | -------------------------- |
| Золото | Ян Ян (A)                                    | шорт-трек       | 500 метрів (жінки)         |
| Золото | Ян Ян (A)                                    | шорт-трек       | 1000 метрів (жінки)        |
| Срібло | Лі Цзяцзюнь                                  | шорт-трек       | 1500 метрів (чоловіки)     |
| Срібло | Ян Ян (A) Ян Ян (S) Ван Чуньлу Сунь Даньдань | шорт-трек       | естафета 3000 м (жінки)    |
| Бронза | Шень Сюе Чжао Хунбо                          | фігурне катання | пари                       |
| Бронза | Ян Ян (S)                                    | шорт-трек       | 1000 метрів (жінки)        |
| Бронза | Ван Чуньлу                                   | шорт-трек       | 500 метрів (жінки)         |
| Бронза | Лі Цзяцзюнь Ань Юйлун Лі Є Фен Кай Го Вей    | шорт-трек       | естафета 5000 м (чоловіки) |

## Спортсмени
| Вид спорту          | Чоловіки | Жінки | Всього |
| ------------------- | -------- | ----- | ------ |
| Біатлон             | 1        | 4     | 5      |
| Ковзанярський спорт | 4        | 8     | 12     |
| Лижні перегони      | 1        | 2     | 3      |
| Фігурне катання     | 7        | 4     | 11     |
| Фристайл            | 3        | 4     | 7      |
| Хокей               | 0        | 19    | 19     |
| Шорт-трек           | 5        | 4     | 9      |
| Всього              | 21       | 45    | 66     |

## Біатлон
| Спортсмен                              | Дисципліна                               | Час       | Промахи | Місце |
| -------------------------------------- | ---------------------------------------- | --------- | ------- | ----- |
| Чжан Цін                               | спринт, 10 км (чоловіки)                 | 27:45.3   | 3       | 56    |
| Чжан Цін                               | гонка переслідування, 12,5 км (чоловіки) | 39:11.1   | 5       | 53    |
| Чжан Цін                               | індивідуальна гонка, 20 км (чоловіки)    | 54:13.9   | 4       | 59    |
| Сунь Жибо                              | спринт, 7,5 км (жінки)                   | 24:32.4   | 3       | 57    |
| Кун Їнчао                              | спринт, 7,5 км (жінки)                   | 24:30.2   | 3       | 56    |
| Лю Сяньїн                              | спринт, 7,5 км (жінки)                   | 23:18.9   | 1       | 42    |
| Юй Шумей                               | спринт, 7,5 км (жінки)                   | 22:29.9   | 1       | 20    |
| Юй Шумей                               | гонка переслідування, 10 км (жінки)      | 37:02.6   | 6       | 44    |
| Юй Шумей                               | індивідуальна гонка, 15 км (жінки)       | 48:43.0   | 5       | 46    |
| Кун Їнчао                              | індивідуальна гонка, 15 км (жінки)       | 51:38.0   | 2       | 44    |
| Лю Сяньїн                              | індивідуальна гонка, 15 км (жінки)       | 50:09.4   | 0       | 17    |
| Сунь Жибо                              | індивідуальна гонка, 15 км (жінки)       | 49:04.7   | 1       | 15    |
| Юй Шумей Сунь Жибо Лю Сяньїн Кун Їнчао | естафета 4 × 7.5 км (жінки)              | 1'34:45.6 | 0       | 13    |

## Ковзанярський спорт
| Дистанція         | Спортсмен   | Заїзд 1 | Заїзд 1 | Заїзд 2 | Заїзд 2 | Фінал   | Фінал |
| Дистанція         | Спортсмен   | Час     | Місце   | Час     | Місце   | Час     | Місце |
| ----------------- | ----------- | ------- | ------- | ------- | ------- | ------- | ----- |
| 500 м (чоловіки)  | Юй Фентун   | 1:22.11 | 36      | 35.30   | 21      | 117.41  | 34    |
| 500 м (чоловіки)  | Лі Ю        | 35.62   | 21      | 35.35   | 23      | 70.97   | 21    |
| 1000 м (чоловіки) | Юй Фентун   |         |         |         |         | 1:12.07 | 40    |
| 1000 м (чоловіки) | Лі Ю        |         |         |         |         | 1:10.78 | 35    |
| 1500 м (чоловіки) | Лю Гуанбінь |         |         |         |         | 1:52.01 | 46    |
| 1500 м (чоловіки) | Ма Юнбінь   |         |         |         |         | 1:51.81 | 45    |
| 500 м (жінки)     | Сін Айхуа   | 1:44.62 | 31      | 39.74   | 28      | 144.36  | 30    |
| 500 м (жінки)     | Ян Чуньюань | 39.56   | 28      | 39.07   | 23      | 78.63   | 24    |
| 500 м (жінки)     | Джинь Гуа   | 39.06   | 24      | 39.20   | 24      | 78.26   | 23    |
| 500 м (жінки)     | Ван Маньлі  | 38.20   | 11      | 28.42   | 14      | 76.62   | 13    |
| 1000 м (жінки)    | Ю Яньчунь   |         |         |         |         | 1:18.74 | 30    |
| 1000 м (жінки)    | Ван Маньлі  |         |         |         |         | 1:17.37 | 26    |
| 1000 м (жінки)    | Джинь Гуа   |         |         |         |         | 1:17.35 | 25    |
| 1000 м (жінки)    | Сун Лі      |         |         |         |         | 1:16.71 | 22    |
| 1500 м (жінки)    | Чжан Сяолей |         |         |         |         | 2:01.23 | 28    |
| 1500 м (жінки)    | Гао Ян      |         |         |         |         | 1:59.51 | 19    |
| 1500 м (жінки)    | Сун Лі      |         |         |         |         | 1:58.31 | 15    |
| 3000 м (жінки)    | Чжан Сяолей |         |         |         |         | 4:16.53 | 23    |
| 3000 м (жінки)    | Гао Ян      |         |         |         |         | 4:12.39 | 20    |

## Лижні перегони
Спринт
| Спортсмен    | Дисципліна | Кваліфікація | Кваліфікація | Чвертьфінал | Чвертьфінал | Півфінал   | Півфінал   | Фінал      | Фінал      |
| Спортсмен    | Дисципліна | Час          | Місце        | Час         | Місце       | Час        | Місце      | Час        | Місце      |
| ------------ | ---------- | ------------ | ------------ | ----------- | ----------- | ---------- | ---------- | ---------- | ---------- |
| Гань Давей   | чоловіки   | 3:07.00      | 52           | не пройшов  | не пройшов  | не пройшов | не пройшов | не пройшов | не пройшов |
| Луан Чженжун | жінки      | 3:35.21      | 50           | не пройшла  | не пройшла  | не пройшла | не пройшла | не пройшла | не пройшла |
| Гоу Юся      | жінки      | 3:28.71      | 40           | не пройшла  | не пройшла  | не пройшла | не пройшла | не пройшла | не пройшла |

Індивідуальні перегони
| Спортсмен    | Дисципліна                               | Фінал     | Фінал |
| Спортсмен    | Дисципліна                               | Час       | Місце |
| ------------ | ---------------------------------------- | --------- | ----- |
| Гань Давей   | 15 км класичним стилем (чоловіки)        | 42:34.5   | 56    |
| Гань Давей   | 30 км масстарт вільним стилем (чоловіки) | 1'25:42.4 | 65    |
| Гань Давей   | 50 км класичним стилем (чоловіки)        | 2'44:50.0 | 54    |
| Луан Чженжун | 10 км класичним стилем (жінки)           | 32:35.3   | 50    |
| Гоу Юся      | 10 км класичним стилем (жінки)           | 31:30.6   | 44    |
| Луан Чженжун | 15 км масстарт вільним стилем (жінки)    | 47:43.7   | 52    |
| Гоу Юся      | 15 км масстарт вільним стилем (жінки)    | 45:42.2   | 47    |
| Гоу Юся      | 30 км класичним стилем (жінки)           | 1'49:45.8 | 42    |
| Луан Чженжун | 30 км класичним стилем (жінки)           | 1'49:37.7 | 41    |

Переслідування
| Дисципліна                     | Спортсмен    | 10 км C | 10 км C | 10 км F    | 10 км F    |
| Дисципліна                     | Спортсмен    | Час     | Місце   | Час        | Місце      |
| ------------------------------ | ------------ | ------- | ------- | ---------- | ---------- |
| 2×10 переслідування (чоловіки) | Гань Давей   | 30:15.7 | 67      | не пройшов | не пройшов |
| 2×5 км переслідування (жінки)  | Луан Чженжун | 15:40.6 | 65      | не пройшла | не пройшла |
| 2×5 км переслідування (жінки)  | Гоу Юся      | 14:26.3 | 46 Q    | 14:11.1    | 44         |

## Фігурне катання
| Спортсмен            | Дисципліна                | Бали | Коротка програма | Довільна програма | Місце |
| -------------------- | ------------------------- | ---- | ---------------- | ----------------- | ----- |
| Лі Юньфей            | чоловіче одиночне катання | 30.0 | 14               | 23                | 20    |
| Чжан Мінь            | чоловіче одиночне катання | 24.5 | 19               | 15                | 16    |
| Лі Ченцзян           | чоловіче одиночне катання | 12.0 | 6                | 9                 | 9     |
| Чжан Дань, Чжан Хао  | пари                      | 16.5 | 9                | 12                | 11    |
| Пан Цін, Тун Цзянь   | пари                      | 14.0 | 10               | 9                 | 9     |
| Шень Сюе, Чжао Хунбо | пари                      | 4.5  | 3                | 3                 | 3     |

Танці на льоду
| Спортсмени             | Бали | Обов'язковий танець 1 | Обов'язковий танець 2 | Оригінальний танець | Довільний танець | Місце |
| ---------------------- | ---- | --------------------- | --------------------- | ------------------- | ---------------- | ----- |
| Чжан Вейна Цао Сяньмін | 44.0 | 23                    | 23                    | 23                  | 21               | 22    |

## Фристайл
Акробатика
| Спортсмен    | Дисципліна            | Кваліфікація | Кваліфікація | Фінал      | Фінал      |
| Спортсмен    | Дисципліна            | Бали         | Місце        | Бали       | Місце      |
| ------------ | --------------------- | ------------ | ------------ | ---------- | ---------- |
| Хань Сяопен  | акробатика (чоловіки) | 144.91       | 24           | не пройшов | не пройшов |
| Оу Сяотао    | акробатика (чоловіки) | 175.01       | 19           | не пройшов | не пройшов |
| Цю Сень      | акробатика (чоловіки) | 187.42       | 18           | не пройшов | не пройшов |
| Гуо Сіньсінь | акробатика (жінки)    | 130.31       | 19           | не пройшла | не пройшла |
| Ван Хе       | акробатика (жінки)    | 136.77       | 18           | не пройшла | не пройшла |
| Сюй Наньнань | акробатика (жінки)    | 160.64       | 12 Q         | 135.96     | 12         |
| Лі Ніна      | акробатика (жінки)    | 181.30       | 4 Q          | 185.23     | 5          |

## Хокей

### Жіночий турнір
| Команда   | GP | W | L | T | GF | GA | GD  | Pts |
| --------- | -- | - | - | - | -- | -- | --- | --- |
| США       | 3  | 3 | 0 | 0 | 28 | 1  | +27 | 6   |
| Фінляндія | 3  | 2 | 1 | 0 | 7  | 6  | +1  | 4   |
| Німеччина | 3  | 0 | 2 | 1 | 6  | 18 | −12 | 1   |
| Китай     | 3  | 0 | 2 | 1 | 6  | 21 | −15 | 1   |

| 12 February 2002 14:00 | Фінляндія | 4 – 0 (0–0, 2–0, 2–0) | Китай | Peaks Ice Arena, Provo 4,977 глядачів |

| звіт | звіт | звіт | звіт | звіт |
| ---- | ---- | ---- | ---- | ---- |
|      |      |      |      |      |
|      |      |      |      |      |
|      |      |      |      |      |
|      |      |      |      |      |
|      |      |      |      |      |
|      |      |      |      |      |
|      |      |      |      |      |
|      |      |      |      |      |
|      |      |      |      |      |

| 14 February 2002 16:00 | КНР | 1 – 12 (0–3, 1–5, 0–4) | США | Peaks Ice Arena, Provo 6,325 глядачів |

| звіт | звіт | звіт | звіт | звіт |
| ---- | ---- | ---- | ---- | ---- |
|      |      |      |      |      |
|      |      |      |      |      |
|      |      |      |      |      |
|      |      |      |      |      |
|      |      |      |      |      |
|      |      |      |      |      |
|      |      |      |      |      |
|      |      |      |      |      |
|      |      |      |      |      |

| 16 February 2002 14:00 | Німеччина | 5 – 5 (1–1, 1–4, 3–0) | Китай | Peaks Ice Arena, Provo 5,418 глядачів |

| звіт | звіт | звіт | звіт | звіт |
| ---- | ---- | ---- | ---- | ---- |
|      |      |      |      |      |
|      |      |      |      |      |
|      |      |      |      |      |
|      |      |      |      |      |
|      |      |      |      |      |
|      |      |      |      |      |
|      |      |      |      |      |
|      |      |      |      |      |
|      |      |      |      |      |

## Шорт-трек
| Спортсмен                                    | Дисципліна                 | Попередній заїзд | Попередній заїзд | Чвертьфінал | Чвертьфінал | Півфінал   | Півфінал   | Фінал           | Фінал      |
| Спортсмен                                    | Дисципліна                 | Час              | Місце            | Час         | Місце       | Час        | Місце      | Час             | Місце      |
| -------------------------------------------- | -------------------------- | ---------------- | ---------------- | ----------- | ----------- | ---------- | ---------- | --------------- | ---------- |
| Лі Цзяцзюнь                                  | 500 метрів (чоловіки)      | 43.690           | 1 Q              | 1:04.514    | 3           | не пройшов | не пройшов | не пройшов      | не пройшов |
| Фен Кай                                      | 500 метрів (чоловіки)      | 43.084           | 1 Q              | 42.820      | 2 Q         | 42.266     | 2 Q        | 42.112          | 4          |
| Фен Кай                                      | 1000 метрів (чоловіки)     | 1:32.554         | 1 Q              | 1:28.424    | 3           | не пройшов | не пройшов | не пройшов      | не пройшов |
| Лі Цзяцзюнь                                  | 1000 метрів (чоловіки)     | 1:30.447         | 2 Q              | 1:27.467    | 2 Q         | 1:30.592   | 2 Q        | DSQ             | –          |
| Лі Цзяцзюнь                                  | 1500 метрів (чоловіки)     | 2:25.347         | 2 Q              |             |             | 2:19.877   | 1 Q        | 2:18.731        | 2          |
| Го Вей                                       | 1500 метрів (чоловіки)     | 2:18.846         | 1 Q              |             |             | 2:25.321   | 3 QB       | 2:27.376        | 7          |
| Лі Цзяцзюнь Фен Кай Го Вей Лі Є Ань Юйлун    | естафета 5000 м (чоловіки) |                  |                  |             |             | 6:46.625   | 2 Q        | 6:59.633        | 3          |
| Ян Ян (A)                                    | 500 метрів (жінки)         | 45.042           | 1 Q              | 44.810      | 1 Q         | 44.118 OR  | 1 Q        | 44.187          | 1          |
| Ван Чуньлу                                   | 500 метрів (жінки)         | 44.723           | 1 Q              | 44.739      | 1 Q         | 44.734     | 2 Q        | 44.272          | 3          |
| Ян Ян (S)                                    | 1000 метрів (жінки)        | 1:40.632         | 1 Q              | 1:33.561    | 1 Q         | 1:35.072   | 1 Q        | 1:37.008        | 3          |
| Ян Ян (A)                                    | 1000 метрів (жінки)        | 1:37.039         | 1 Q              | 1:31.235 OR | 1 Q         | 1:38.037   | 2 Q        | 1:36.391        | 1          |
| Ян Ян (S)                                    | 1500 метрів (жінки)        | 2:26.943 OR      | 1 Q              |             |             | 2:32.315   | 1 Q        | дискваліфікація | –          |
| Ян Ян (A)                                    | 1500 метрів (жінки)        | 2:29.578         | 2 Q              |             |             | 2:21.690   | 2 Q        | 2:31.791        | 4          |
| Ян Ян (A) Ян Ян (S) Сунь Даньдань Ван Чуньлу | естафета 3000 м (жінки)    |                  |                  |             |             | 4:15.931   | 1 Q        | 4:13.326        | 2          |